# Saison 2015-2016 de l'Association sportive de Béziers Hérault
Cette page présente la saison 2015-2016 de l'Association sportive de Béziers Hérault en Pro D2.

## Entraîneurs
- Manny Edmonds : entraineur principal
- Romain Carmignani : entraineur des avants
- Rodney Howe : préparateur physique

## La saison
Budget
Avec un budget pour la saison est de 6,3 millions d'euros, celui-ci est le 5e budget de la pro D2.

## Effectif
| Nom                            | Poste            | Naissance  | Nationalité sportive | Sélections | Dernier club              | Arrivée au club (année) |
| Francisco Fernandes            | Pilier           | 06/09/1985 | Portugal             |            | Tyrosse RCS               | 2011                    |
| Alexandre Betti                | Pilier           | 18/02/1998 | France               | -          | Formé au club             | 2015                    |
| Luigi Stragiotti               | Pilier           | 24/09/1992 | France               | -          | {ASM Clermont Auvergne    | 2014                    |
| Bernard Tokotuu                | Pilier           | 19/11/1988 | France               | -          | Stade aurillacois         | 2015                    |
| Timothée Lafon                 | Pilier           | 17/02/1989 | France               | -          | US Dax                    | 2015                    |
| Vitolio Manukula               | Pilier           | 25/09/1984 | France               | -          | Aviron bayonnais          | 2014                    |
| Reda Wardi                     | Pilier           | 02/08/1995 | France               | -          | Montpellier HR            | 2015                    |
| Romain Brison                  | Pilier           | 06/07/1988 | France               | -          | FC Auch                   | 2014                    |
| Zakaria El Fakir               | Pilier           | 29/01/1997 | France               | -          | Formé au club             | 2015                    |
| David Forto                    | Pilier           | 16/05/1994 | France               | -          | Formé au club             | 2015                    |
| Steve Fualau                   | Talonneur        | 03/08/1987 | Nouvelle-Zélande     | -          | Melbourne Rebels          | 2014                    |
| Florian Ardiaca                | Talonneur        | 24/10/1994 | France               | -          | Formé au club             | 2012                    |
| Marco Pinto Ferrer             | Talonneur        | 11/11/1987 | Espagne              | -          | US Oyonnax rugby          | 2012                    |
| Baptiste Phalip                | Talonneur        | 13/01/1995 | France               | -          | Formé au club             | 2015                    |
| Phoenix Battye                 | Deuxième ligne   | 28/09/1990 | Australie            | -          | Western Force             | 2014                    |
| Thomas Ceyte                   | Deuxième ligne   | 13/02/1991 | France               | -          | RC Aubenas                | 2015                    |
| Félix Lambey                   | Deuxième ligne   | 15/03/1994 | France               | -          | Lyon OU                   | 2015                    |
| Kemeuli Tokal Lavetanakorai    | Deuxième ligne   | 22/02/1994 | Fidji                | -          | RC Auray                  | 2015                    |
| lua Lokotui                    | Deuxième ligne   | 31/12/1979 | Tonga                | -          | Gloucester RFC            | 2014                    |
| Jean-Luc Luminuku Ntima        | Deuxième ligne   | 26/03/1995 | Tonga                | -          | US Carcassonne            | 2015                    |
| François Ramoneda              | Troisième ligne  | 31/08/1986 | France               | -          | Formé au club             | 2008                    |
| Bakary Meité                   | Troisième ligne  | 30/09/1983 | Côte d'Ivoire        | -          | RC Massy Essonne          | 2015                    |
| Hamza Zouhair                  | Troisième ligne  | 29/03/1984 | France               | -          | FC Oloron                 | 2010                    |
| Jean-Baptiste Barrère          | Troisième ligne  | 15/12/1989 | France               | -          | Section paloise           | 2015                    |
| Lasha Lomidze                  | Troisième ligne  | 30/06/1992 | Géorgie              | -          | Montpellier HR            | 2014                    |
| Rémi Bourdeau                  | Troisième ligne  | 27/02/1992 | France               | -          | Racing Métro 92           | 2014                    |
| Eloi Massot                    | Troisième ligne  | 18/10/1990 | France               | -          | CS Bourgoin-Jallieu       | 2010                    |
| Quentin Libes                  | Troisième ligne  | 11/04/1995 | France               | -          | Formé au club             | 2015                    |
| Adrien Vigne                   | Troisième ligne  | 14/10/1998 | France               | -          | Formé au club             | 2015                    |
| Joshua Valentine               | Demi de mêlée    | 22/02/1983 | Australie            |            | RC Narbonne               | 2014                    |
| Thibaut Bisman                 | Demi de mêlée    | 07/02/1991 | France               | -          | Formé au club             | 2009                    |
| Paul Champin                   | Demi de mêlée    | 25/03/1995 | France               | -          | Formé au club             | 2015                    |
| Thibault Suchier               | Demi d'ouverture | 20/06/1991 | France               | -          | Lyon OU                   | 2013                    |
| Lachie Munro                   | Demi d'ouverture | 27/11/1986 | Nouvelle-Zélande     | -          | Lyon OU                   | 2015                    |
| Yohann Villanove               | Demi d'ouverture | 05/12/1995 | France               | -          | Formé au club             | 2014                    |
| Victor Pisano                  | Demi d'ouverture | 17/08/1994 | France               | -          | Formé au club             | 2015                    |
| Simon Chevtchenko              | 3/4 centre       | 24/09/1984 | France               | -          | Entente Vendres/Lespignan | 2010                    |
| Josaia Vakacegu Ravulovulo     | 3/4 centre       | 28/10/1988 | Fidji                | -          | RC Narbonne               | 2013                    |
| Jordan Puletua                 | 3/4 centre       | 28/02/1990 | Nouvelle-Zélande     | -          | FC Auch                   | 2014                    |
| Hakim Miloudi                  | 3/4 centre       | 26/06/1993 | France               | -          | Saint-Estève XIII catalan | 2015                    |
| Cameron Ives                   | 3/4 centre       | 21/11/1996 | Angleterre           | -          | Northampton Saints        | 2015                    |
| Sabri Gmir                     | 3/4 aile         | 14/02/1986 | Tunisie              | -          | Rugby club de Compiègne   | 2010                    |
| Conrad Marais                  | 3/4 aile         | 26/04/1989 | Namibie              |            | Montpellier HR            | 2012                    |
| Sébastien Max                  | 3/4 aile         | 09/01/1988 | France               | -          | Montpellier HR            | 2011                    |
| Morad Touizni                  | 3/4 aile         | 27/07/1992 | France               | -          | Formé au club             | 2012                    |
| Quentin Alary                  | 3/4 aile         | 29/08/1993 | France               | -          | Formé au club             | 2014                    |
| Danré Gerber                   | Arrière          | 20/12/1988 | Afrique du Sud       | -          | Lille Métropole rugby     | 2013                    |
| Jean-Baptiste Peyras-Loustalet | Arrière          | 05/01/1084 | France               | -          | Union Bordeaux Bègles     | 2013                    |

## Calendrier et résultats[4]

### Pro D2
| - AS Béziers- Stade montois : 36-23 - Provence rugby - AS Béziers : 17-31 - AS Béziers – Lyon OU : 23-28 - AS Béziers - RC Narbonne : 18-13 - Tarbes PR - AS Béziers : 19-10 - AS Béziers - Stade aurillacois : 54-40 - Biarritz olympique - AS Béziers : 21-15 - Colomiers rugby - AS Béziers : 10-14 - AS Béziers - US Carcassonne : 54-15 - Aviron bayonnais - AS Béziers : 44-15 - AS Béziers - CS Bourgoin-Jallieu : 46-0 - SC Albi - AS Béziers : 16-16 - AS Béziers - USA Perpignan : 27-22 - AS Béziers - US Montauban : 38-17 - US Dax - AS Béziers : 18-20 | - Stade montois - AS Béziers : 41-21 - AS Béziers - Provence rugby : 23-12 - Lyon OU - AS Béziers : 38-17 - RC Narbonne - AS Béziers : 30-21 - AS Béziers - Tarbes PR : 24-19 - Stade aurillacois - AS Béziers : 24-10 - AS Béziers - Biarritz olympique : 25-26 - AS Béziers - Colomiers rugby : 26-17 - US Carcassonne - AS Béziers : 18-17 - AS Béziers - Aviron bayonnais : 36-12 - CS Bourgoin-Jallieu - AS Béziers : 19-22 - AS Béziers - SC Albi : 27-8 - USA Perpignan - AS Béziers : 47-13 - US Montauban - AS Béziers : 13-22 - AS Béziers - US Dax : 24-35 |

| Rang | Club                                   | J  | V  | N | D  | Bo | Bd | Pm  | Pe  | Diff | Pts |
| ---- | -------------------------------------- | -- | -- | - | -- | -- | -- | --- | --- | ---- | --- |
| 1    | Lyon OU (R)                            | 30 | 25 | 0 | 5  | 12 | 4  | 971 | 493 | +478 | 116 |
| 2    | Aviron bayonnais (R)                   | 30 | 19 | 1 | 10 | 4  | 4  | 658 | 602 | +56  | 86  |
| 3    | Stade aurillacois                      | 30 | 18 | 0 | 12 | 7  | 2  | 724 | 613 | +111 | 81  |
| 4    | Stade montois                          | 30 | 17 | 1 | 12 | 5  | 3  | 655 | 611 | +44  | 78  |
| 5    | Colomiers Rugby                        | 30 | 16 | 3 | 11 | 4  | 4  | 629 | 590 | +39  | 78  |
| 6    | AS Béziers                             | 30 | 17 | 1 | 12 | 4  | 3  | 745 | 662 | +83  | 77  |
| 7    | USA Perpignan                          | 30 | 15 | 1 | 14 | 5  | 6  | 676 | 615 | +61  | 73  |
| 8    | Biarritz olympique                     | 30 | 14 | 0 | 16 | 3  | 5  | 674 | 656 | +18  | 64  |
| 9    | CS Bourgoin-Jallieu                    | 30 | 12 | 0 | 18 | 5  | 9  | 595 | 642 | -47  | 62  |
| 10   | SC Albi                                | 30 | 13 | 2 | 15 | 2  | 4  | 591 | 643 | -52  | 62  |
| 11   | RC Narbonne                            | 30 | 13 | 0 | 17 | 2  | 6  | 602 | 653 | -51  | 60  |
| 12   | US Montauban                           | 30 | 12 | 0 | 18 | 1  | 9  | 570 | 624 | -54  | 58  |
| 13   | Stado Tarbes PR (8 points de pénalité) | 30 | 13 | 0 | 17 | 0  | 9  | 543 | 630 | -87  | 53¹ |
| 14   | US Carcassonne                         | 30 | 11 | 0 | 19 | 0  | 5  | 484 | 741 | -257 | 49  |
| 15   | US Dax                                 | 30 | 10 | 1 | 19 | 1  | 5  | 538 | 713 | -175 | 48  |
| 16   | Provence Rugby (P)                     | 30 | 9  | 0 | 21 | 1  | 5  | 549 | 716 | -167 | 42  |

## Statistiques

### Statistiques collectives
Attaque
Défense

### Statistiques individuelles
Meilleur réalisateur